# Alte Synagoge (Krakau)

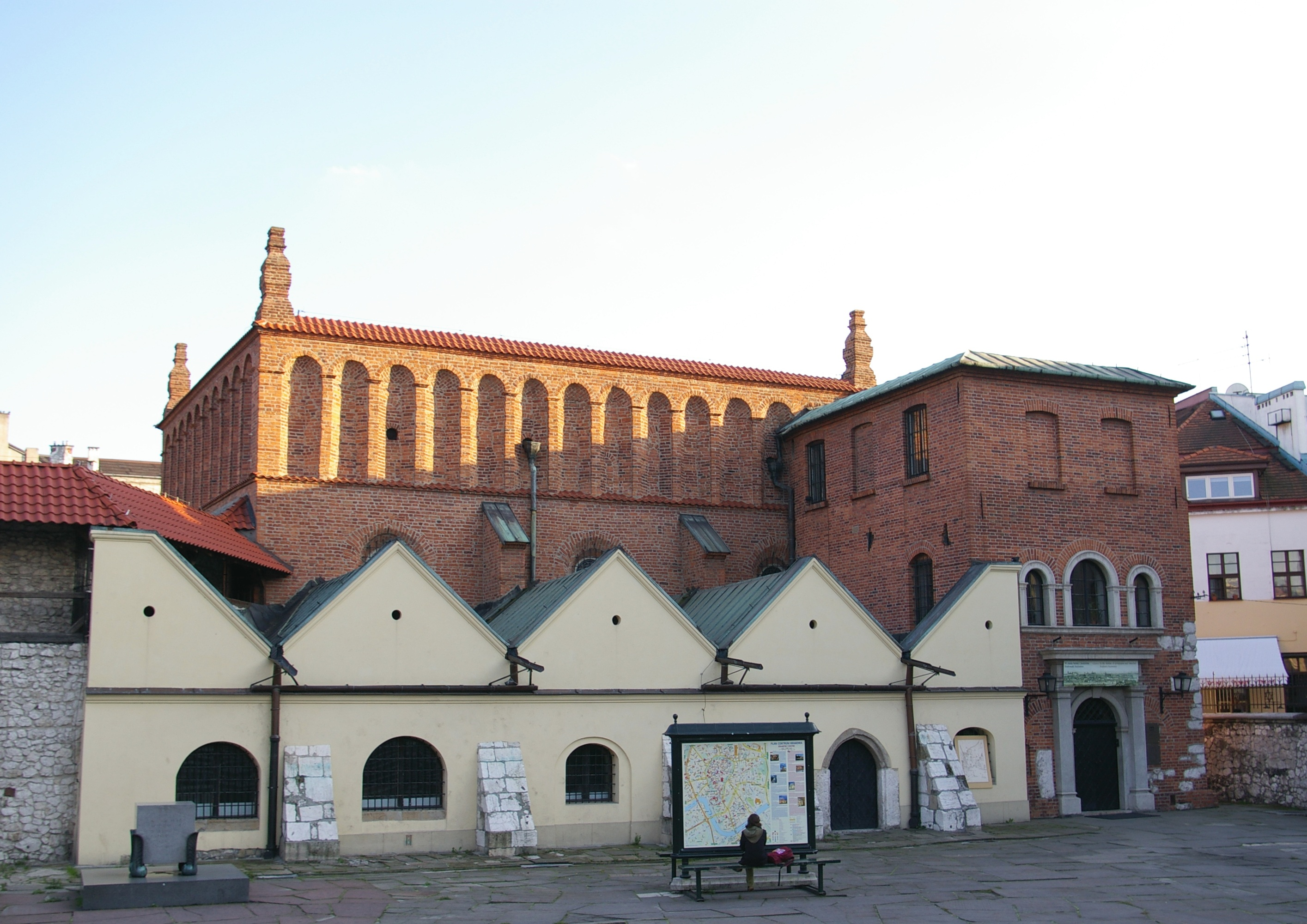
Alte Synagoge in Krakau, im Vordergrund die ehemaligen Frauenbetsäle

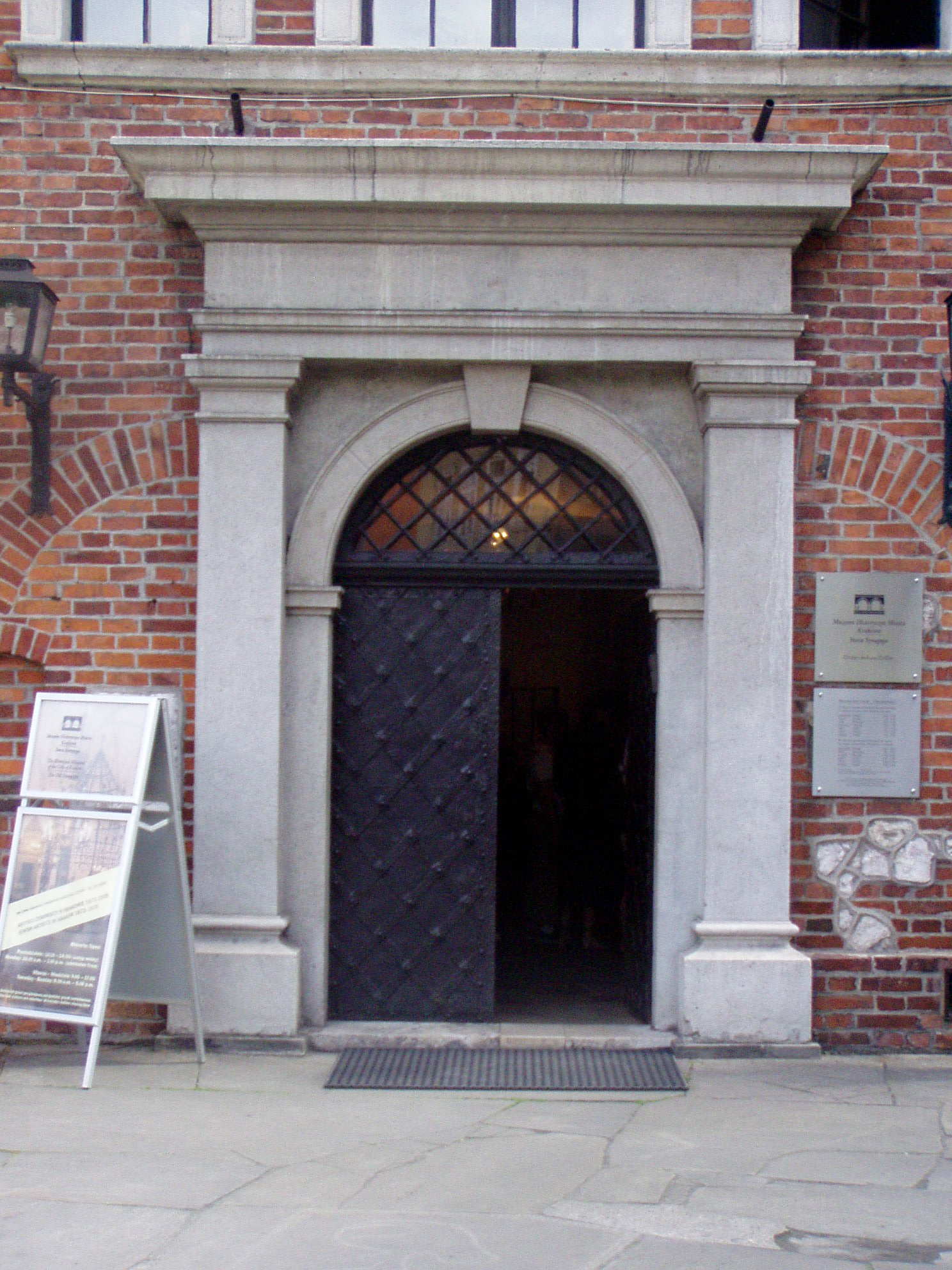
Eingang

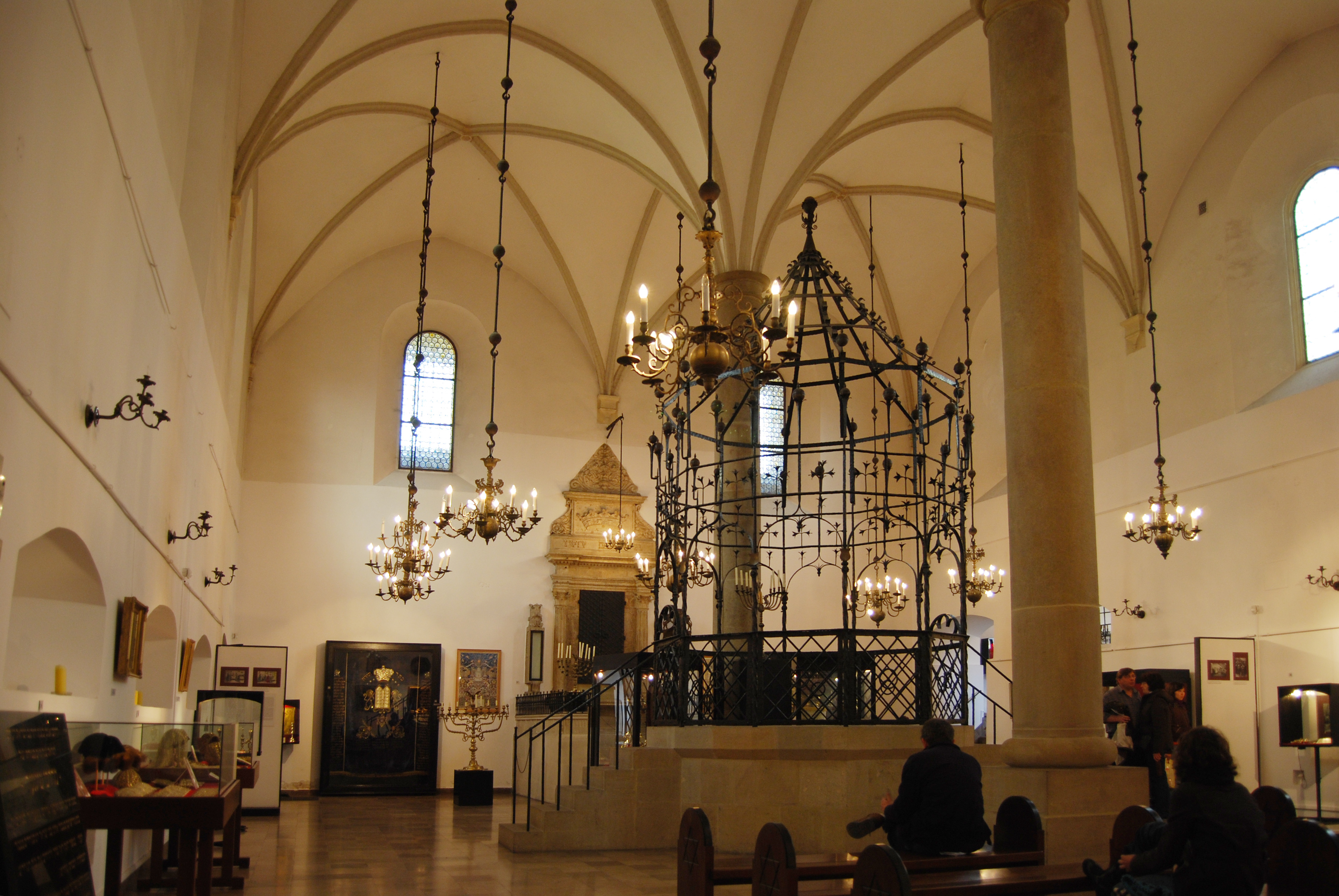
Innenansicht

Die Alte Synagoge (polnisch Synagoga Stara) ist eine profanierte Synagoge im Stadtteil Kazimierz der polnischen Stadt Krakau. Die Synagoge mit der Adresse Szeroka 24 ist ein geschütztes Kulturdenkmal, sie ist die älteste erhaltene Synagoge in Polen.

## Geschichte
Die Synagoge wurde ursprünglich im 15. Jahrhundert im gotischen Stil errichtet, der heutige Bau stammt im Kern von Mateo Gucci, der ihn um 1550 schuf. Von ihrem Bautyp knüpft sie an die Synagogen in Prag, Regensburg und Worms an. In der ersten Hälfte des 17. Jahrhunderts wurden eine Vorhalle mit zwei Betsälen für Frauen und das Haus der Ältesten der jüdischen Gemeinde in Kazimierz angebaut.
Während des Zweiten Weltkriegs wurde das Synagogengebäude von den deutschen Besatzern als Lager genutzt. Die Ausstattung wurde vernichtet oder ging verschollen. 1956 bis 1959 wurde die Synagoge renoviert.

## Heutige Nutzung
Seit 1961 befindet sich im Gebäude ein jüdisches Museum, das die jüdische Geschichte und Kultur in Krakau darstellt. Wechselausstellungen, Erziehungs- und Bildungsprogramme sowie eine umfangreiche Fachbibliothek ergänzen das Museumsangebot.